# 2666 Gramme
2666 Gramme (1951 TA) là một tiểu hành tinh vành đai chính được phát hiện ngày 8 tháng 10 năm 1951 bởi Arend, S. ở Uccle.